# Claus Obalski

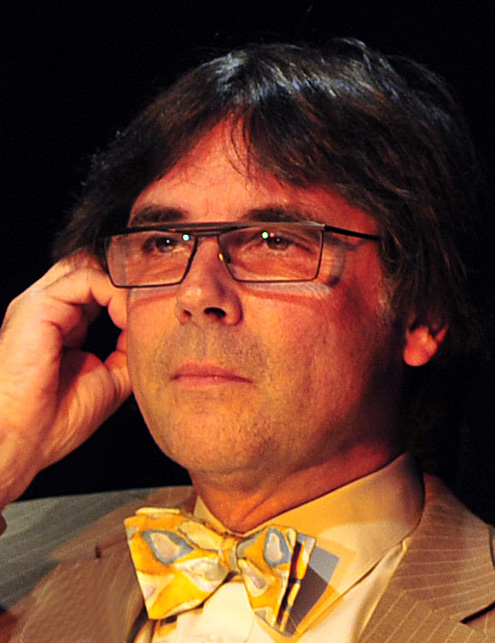
Claus Obalski, 2010

Claus Obalski (* 11. Dezember 1954 in Wolfratshausen) ist ein deutscher Schauspieler.

## Leben
Der Sohn der Mundartdichterin Elisabeth Obalski-Hüfner studierte nach dem Abitur mehrere Semester Germanistik, Phonetik und Theaterwissenschaften an der Universität München. Seit seiner Schulzeit wirkte er in Werbe- und Sexfilmen mit. Er war beim Trampen mit seiner Freundin angesprochen worden und verdiente sich daraufhin als „einer der wenigen wirklich authentischen Schüler“ ein Taschengeld in der Schulkulisse der Schulmädchen-Report-Filme. Bei Margot Behse und Margret Daniels nahm er privaten Schauspielunterricht.
1976 wurde er als Kandidat der ZDF-Quizsendung Der Große Preis mit Wim Thoelke dem Fernsehpublikum bekannt, als der Schauspielschüler bei drei Auftritten sein Wissen über Marilyn Monroe bewies. 1977 ging er mit dem Tegernseer Volkstheater auf Deutschlandtournee. 1978/79 verkörperte er an den Münchner Kammerspielen Bob in einer Aufführung von Frank Wedekinds Lulu mit Cornelia Froboess. Bei den Festspielen in Heppenheim wirkte er 1981 als Cherubin in Der tolle Tag oder Figaros Hochzeit mit, 1991 als Cleánthe in „Der Geizige“. Danach gastierte er auf verschiedenen anderen Bühnen.
In der Kleine Komödie am Max II in München spielte er 1995/1996 neben Erni Singerl 120 ausverkaufte Vorstellungen von „Die wilde Auguste“. Bei den Europäischen Festwochen in Passau trat er 2006 als Mozart in Puschkins „Mozart und Salieri“ auf. Tourneen mit Karl Kraus’ „Die letzten Tage der Menschheit“ (1994–2019) führten ihn u. a. auf Einladung des Goethe-Instituts in den mittleren Westen der Vereinigten Staaten. 2010/2011 ging er als Boandlkramer in „Die G'schicht vom Brandner Kaspar“ mit dem Tegernseer Volkstheater auf Deutschland-Tournee, zwei Jahre später mit einer weiteren Tour u. a. im Pfalzbau in Ludwigshafen. 2011/2012 und 2024 spielt er in München und Oberammergau den Pasolini in dem Musical „Die Grattler-Oper“. Mit der Mezzosopranistin Franziska Rabl erarbeitete er mehrere Programme wie „Duett der Diven“, „So In Love“ (Cole Porter) „Es muss was Wunderbares sein – Die goldenen Zwanziger Jahre“ und „Oper weiß-blau“. 2018 verkörperte er den Vater des Bräutigams in der traditionellen Münchner Vorstadthochzeit 1905 und trat als Sänger in der „Glasscherbenviertel-Revue“ auf.
Seit 1978 spielte Obalski in vielen Fernsehproduktionen. In Rainer Erlers Werbe-Satire Der Spot oder Fast eine Karriere war er Hauptdarsteller. Außerdem verkörperte er beim Anstich zum Oktoberfest Franz Beckenbauer und beim Singspiel auf dem Nockherberg 2002 bis 2006 Ulla Schmidt. Er ist Mitinhaber des Verlags Obalski & Astor, wo sein Buch Taktlosigkeiten erschien. Auf Audio-CDs und bei Dichterlesungen liest er unter anderem Werke von Ludwig Thoma. Er trat seit 2011 als Autor von Rundfunk-Features über Cole Porter und Marilyn Monroe und als Autor für das BR-Klassik-Format „Cinema-Kino für die Ohren“ hervor. In der Reihe „Showbühne“ auf BRplus ist er regelmäßiger Gast mit Porträts von Show-Diven wie Judy Garland, Dalida, Ann-Margret, Julie Andrews oder Diana Rigg.  Als Sprecher war er Protagonist in zahlreichen Hörspielen beim Südwestrundfunk „Und dann hab ich geschossen“, Regie Bernd Lau, und beim Bayerischen Rundfunk, unter anderem in der Serie „Wasser für Bayern“ von Bernd Schroeder. Anlässlich des Beethoven-Jahrs 2020 übernahm Obalski die Titelrolle in den Singspielen „König Stephan“ und den Part von Merkur in „Die Ruinen von Athen“ (die erste Gesamtaufnahme mit Sprechertext) begleitet vom Turku Philharmonic Orchestra unter der Leitung von Leif Segerstam für das Label Naxos. Seit September 2015 ist er bei Ralf Schönbergers Event-Firma „crossing mind“, die diverse Formate, wie Die Knoff-Hoff-Show und den „Hüttenkrimi“ in Deutschland, überwiegend in Süddeutschland durchführt.

## Filmografie
- 1976: Schulmädchen-Report. 10. Teil: Irgendwann fängt jede an
- 1977: Schulmädchen-Report. 11. Teil: Probieren geht über Studieren
- 1978: Die Protokolle des Herrn M. (Fernsehserie, Episode Schlesiergrete) Regie: Harald Philipp
- 1978: Summer Night Fever
- 1978: Wie erziehe ich meinen Vater?
- 1978: Wenn Mutter trinkt
- 1979: Hot Dogs auf Ibiza
- 1979: Kümo Henriette (Fernsehserie, 1 Episode)
- 1979: Nackt und heiß auf Mykonos
- 1979: Sunnyboy und Sugarbaby
- 1980: Merlin (Fernsehserie, 2 Episoden)
- 1980: Girls – Die kleinen Aufreißerinnen
- 1980: Wer spritzt denn da am Mittelmeer? (Mieux vaut être riche et bien portant que fauché et mal foutu)
- 1981: Unter der Trikolore (Fernsehserie)
- 1981: Der Spot oder Fast eine Karriere
- 1982: Die Pawlaks – Eine Geschichte aus dem Ruhrgebiet (Fernsehserie)
- 1982: Vom Webstuhl zur Weltmacht (Mehrteiler)
- 1983: Das Frauengemach (La chambre des dames, Mehrteiler)
- 1984: Der Mann der keine Autos mochte (Fernsehserie, Episode Verlorene Liebesmüh)
- 1984: Franz Xaver Brunnmayr (Fernsehserie, Episode Der Maibaum)
- 1985: Komödienstadel: Paraplü und Perpendikel
- 1985: Ein langes Wochenende
- 1985: Kommissar Zufall (Fernsehserie, 1 Episode)
- 1986: Komödienstadel: Das Prämienkind
- 1987: Komödienstadel: Doppelselbstmord
- 1987: Wunschpartner (Fernsehserie, 1 Episode)
- 1988: Ludwig-Thoma-Abend: Die kleinen Verwandten
- 1988: SOKO 5113:(Fernsehserie, Episode Trittbrettfahrer)
- 1989: Hochzeiter und Hochzeiterin
- 1990: Heidi und Erni (Fernsehserie,  Episode Alles für die Fische)
- 1992/93: Ein Schloß am Wörthersee (3 Episoden)
- 1993: Feuer und Flamme (Fernsehserie, 1 Episode)
- 1995: Lindenstraße (Fernsehserie, 2 Episoden)
- 1995–2010: Marienhof (Episodenrollen)
- 1996: Die Tunnelgangster von Berlin
- 1997: Dr. Stefan Frank – Der Arzt, dem die Frauen vertrauen: (Fernsehserie, Episode Gifthöhle)
- 1997: Die wilde Auguste
- 1999: Streit um Drei (Fernsehserie, 2 Episoden)
- 2000: Sylvia (Fernsehserie, 1 Episode)
- 2003: Schuldig (Fernsehserie, 1 Episode)
- 2003: Bei aller Liebe (2 Episoden)
- 2002, 2003, 2006: Auf geht's zur Wiesn
- 2002, 2006: Auf dem Nockherberg
- 2012: Die Garmisch-Cops (Fernsehserie, Episode Ozapft is)
- 2013: SOKO 5113: (Fernsehserie, Episode Es bleibt in der Familie)
- 2014: Hubert und Staller: (Fernsehserie, Episode Klinisch tot)
- 2015: Fenster (Kurzfilm)
- 2016: Dahoam is Dahoam (3 Episoden)
- 2019: Die Rosenheim-Cops (Fernsehserie, Episode Ein Fall von Zauberei)
- 2023: Marie fängt Feuer (Fernsehserie, Episode Herz über Kopf)
- 2025: Aktenzeichen Betrug (Fernsehserie, Episode Erbschleicherei)